# یواس‌اس بایروکو (سی‌وی‌ئی-۱۱۵)
یواس‌اس بایروکو (سی‌وی‌ئی-۱۱۵) (به انگلیسی: USS Bairoko (CVE-115)) یک کشتی است که طول آن ۶۶۷ فوت ۱ اینچ (۲۰۳٫۳۳ متر) می‌باشد. این کشتی در سال ۱۹۴۵ ساخته شد.